# Парламентські вибори в Хорватії 2011
Парламентські вибори в Хорватії 2011, в ході яких було обрано 151-го депутата до хорватського парламенту, відбулися в неділю 4 грудня 2011 року в Хорватії та 3 і 4 грудня 2011 р. в дипломатично-консульських представництвах Республіки Хорватія за кордоном. Це були сьомі парламентські вибори в Хорватії з моменту здобуття нею незалежності. 
Вибори проводилися в 10 виборчих округах по Хорватії (кожен з яких забезпечує 14 депутатів парламенту), в одному виборчому окрузі для хорватських громадян, які проживають за кордоном (дає 3-х членів парламенту), та в одному всехорватському виборчому окрузі для національних меншин (8 членів парламенту). Для того, щоб бути представленими в парламенті, списки кандидатів повинні здобути більш ніж 5% голосів хоча б у одному виборчому окрузі.
Вибори привели до гучного програшу правлячого Хорватського демократичного союзу під керівництвом прем'єр-міністра Ядранки Косор, який отримав найменшу кількість місць за всю свою історію. Лівоцентристська коаліція чотирьох партій на чолі з соціал-демократами перемогла на виборах з більш ніж переконливим результатом, досягаючи абсолютної більшості з 78-ма обраними депутатами. 

## Результати

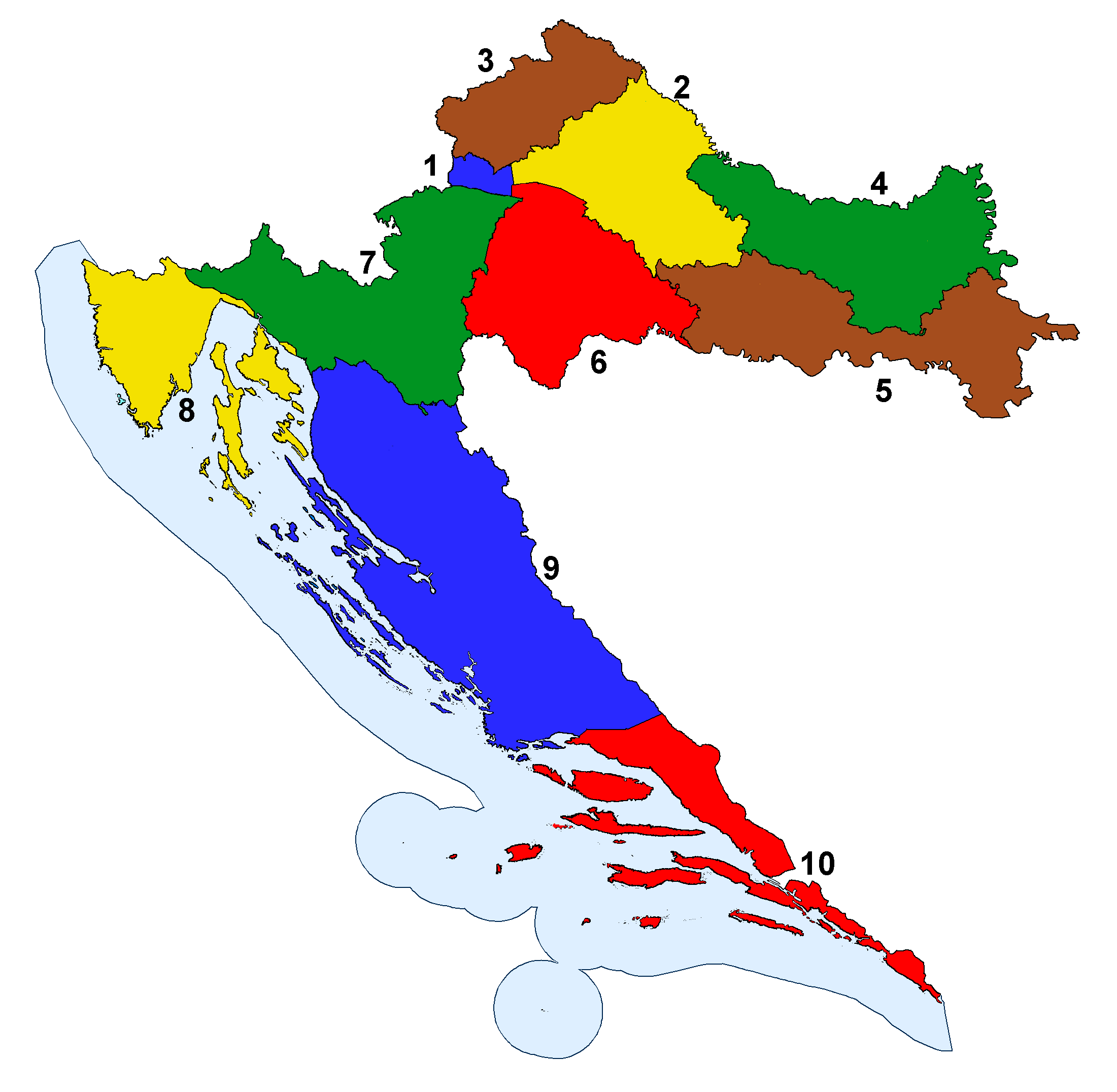
Територіальні виборчі округи (1-10)

| Виборчий список                                            | Голоси    | %    | Місця |
| ---------------------------------------------------------- | --------- | ---- | ----- |
| Соціал-демократична партія Хорватії (SDP)                  | 958 312   | 40,0 | 61    |
| Хорватська народна партія — ліберал-демократи (HNS-LD)     | 958 312   | 40,0 | 13    |
| Хорватська партія пенсіонерів (HSU)                        | 958 312   | 40,0 | 3     |
| Демократична асамблея Істрії (IDS-DDI)                     | 958 312   | 40,0 | 3     |
| Хорватська демократична співдружність (HDZ)                | 563 215   | 23,5 | 44    |
| Хорватська громадянська партія (HGS)                       | 563 215   | 23,5 | 2     |
| Демократичний центр (DC)                                   | 563 215   | 23,5 | 1     |
| Хорватські лейбористи – Партія праці (HL-SR)               | 121 785   | 5,1  | 6     |
| Хорватський демократичний альянс Славонії і Барані (HDSSB) | 68 995    | 2,9  | 6     |
| Незалежний список Івана Ґрубішича                          | 66 266    | 2,6  | 2     |
| Хорватська селянська партія (HSS)                          | 71 450    | 3,0  | 1     |
| Хорватська партія права д-ра Анте Старчевича (HSP)         | 66 150    | 2,8  | 1     |
| Хорватська партія права (HSP)                              | 72 360    | 3,0  | –     |
| Хорватська соціал-ліберальна партія (HSLS)                 | 71 077    | 3,0  | –     |
| Решта                                                      |           | 13,9 | –     |
| Самостійна демократична сербська партія (SDSS)             | –         | –    | 3     |
| Інші національні меншини                                   | –         | –    | 5     |
| Разом                                                      | 2 394 638 |      | 151   |

| Партія / Виборчий округ                           | I | II | III | IV | V | VI | VII | VIII | IX | X | XI | XII |
| ------------------------------------------------- | - | -- | --- | -- | - | -- | --- | ---- | -- | - | -- | --- |
| СДП-ХНП-ЛД-ДАІ-ХПП                                | 9 | 8  | 10  | 6  | 6 | 9  | 9   | 11   | 6  | 6 | —  | 1   |
| ХДС / ХДС-ДЦ / ХДС-Хорватська громадянська партія | 4 | 4  | 3   | 4  | 6 | 4  | 4   | 2    | 8  | 5 | 3  | —   |
| Партія праці                                      | 1 | 1  | 1   | 0  | 0 | 1  | 1   | 1    | 0  | 0 | —  | —   |
| ХДАСБ                                             | — | —  | —   | 4  | 2 | —  | —   | —    | —  | — | —  | —   |
| СДСП                                              | — | —  | —   | —  | — | —  | —   | —    | 0  | — | —  | 3   |
| Незалежний список Івана Ґрубішича                 | 0 | 0  | 0   | 0  | — | 0  | 0   | 0    | 0  | 2 | —  | —   |
| ХСП                                               | 0 | 1  | 0   | 0  | 0 | 0  | 0   | 0    | 0  | 0 | —  |     |
| Хорватська партія права д-ра Анте Старчевича      | 0 | 0  | 0   | 0  | 0 | 0  | 0   | 0    | 0  | 1 | 0  | —   |
| Інші нацменшини                                   | — | —  | —   | —  | — | —  | —   | —    | —  | — | —  | 4   |